# Get the Facts
Get the Facts — рекламная кампания, проводившаяся корпорацией Microsoft с целью продвижения серверных версий Windows. Корпорация заявляла о «неоспоримых преимуществах» Windows перед Linux, многие из которых были поставлены под сомнение. Ключевым аргументом была названа меньшая совокупная стоимость владения Windows Server 2003 по сравнению с Linux, однако независимые эксперты отмечали, что данное утверждение «притянуто за уши», так как неправильно учитывалась стоимость серверного оборудования и сравнение производилось с платным дистрибутивом Red Hat Enterprise Linux. В 2007 году было заявлено о прекращении данной кампании, но фактически она продолжается до настоящего времени под названием «Compare».